# Aenigmatias pyrenaicus
Aenigmatias pyrenaicus är en tvåvingeart som först beskrevs av Becker 1912.  Aenigmatias pyrenaicus ingår i släktet Aenigmatias och familjen puckelflugor. Inga underarter finns listade i Catalogue of Life.